# Нажмудинов, Гаджимагомед Абдурахманович
Гаджимагомед Абдурахманович Нажмудинов (24 июля 1997, Махачкала, Дагестан, Россия) — российский борец вольного стиля. Призёр чемпионата России.

## Спортивная карьера
В конце июня 2017 года в немецком Дортмунде в финале Первенства Европы среди юниоров уступил Гаджимураду Магомедсаидову из Азербайджана, став серебряным призёром. 28 декабря 2017 года ему было присвоено звание мастер спорта России. В феврале 2020 года стал чемпионом Москвы. 21 мая 2023 года в Каспийске, одолев в финале Омара Зияутдинова из Дагестана, стал победителем международного турнира имени Али Алиева. 1 мая 2024 года в Подмосковье на чемпионате России в схватке за 3 место выиграл у Шамиль-Имама Гаджиалиева из ХМАО, став тем самым бронзовым призёром.

## Спортивные результаты
- Первенство Европы по борьбе среди юниоров 2017 — ;
- Межконтинентальный Кубок 2019 — ;
- Чемпионат России по вольной борьбе 2024 — ;